# Opátka
Opátka (in ungherese Szepesapátka) è un comune della Slovacchia facente parte del distretto di Košice-okolie, nella regione di Košice.